# 金布雷爾 (肯塔基州)
金布雷爾（英語：Kimbrell）是位於美國肯塔基州埃斯蒂爾縣的一個非建制地區。

## 地理
金布雷爾所處的海拔為高於海平面220米（即722英呎），而該地所採用的時區為UTC-5，即北美東部時區（EST）。同時該地設有夏令時間，為UTC-5調快一小時，即UTC-4（EDT）。